# Hydroparc (métro de Kiev)
Hydroparc (ukrainien : Гідропарк) est une station de la ligne Svyatochins'ko-Brovars'ka (M1) du métro de Kiev. Elle est située dans l'est du centre-ville, sur la rive gauche du Dniepr, dans le Dnipro de la ville de Kiev en Ukraine.
Mise en service en 1965, elle est desservie par les rames de la ligne M1. Le service est arrêté ou perturbé depuis l'invasion de l'Ukraine par la Russie en 2022.

## Situation sur le réseau
Établie sur un remblai, la station Hydroparc, est une station de passage de la Ligne Svyatochins'ko-Brovars'ka (M1) du métro de Kiev. Elle est située entre la station Dnipro, en direction du terminus ouest Akademmistetchko, et la station Livoberejna, en direction du terminus est, Lisova.
Elle dispose d'un quai central encadré par les deux voies de la ligne.

## Histoire
La station Hydroparc est mise en service le 5 novembre 1965, lors de l'ouverture à l'exploitation de la section, comprenant un pont du métro sur le  Dniepr, de Dnipro à Darnitsya. La station est due aux architectes : I. L. Maslenkov, V. Bogdanovsky. Elle est de type aérienne sur un viaduc, le pont sur le fleuve Dniepr n'est construit que cinq ans plus-tard.

## Services aux voyageurs

### Accès et accueil

Installations
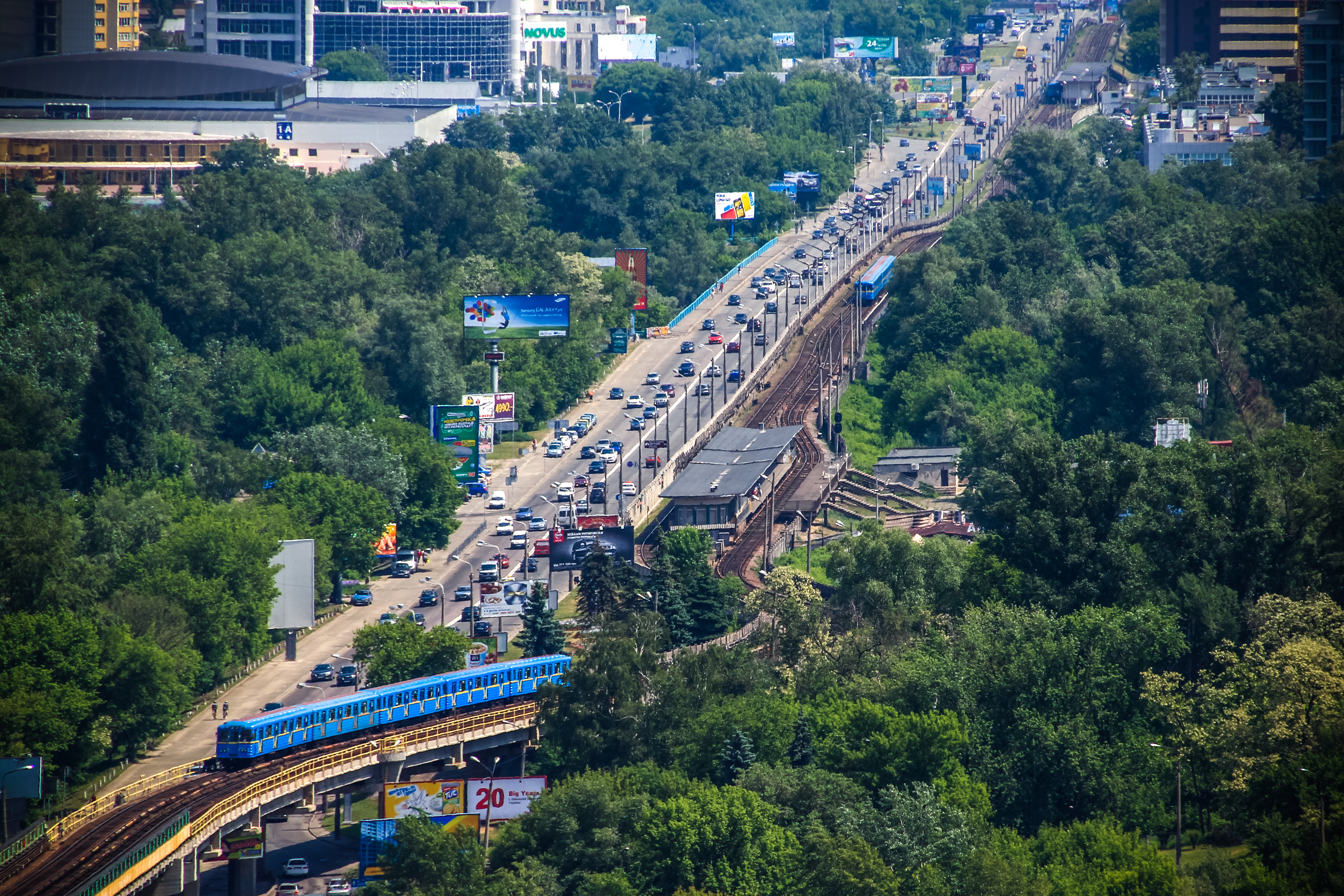
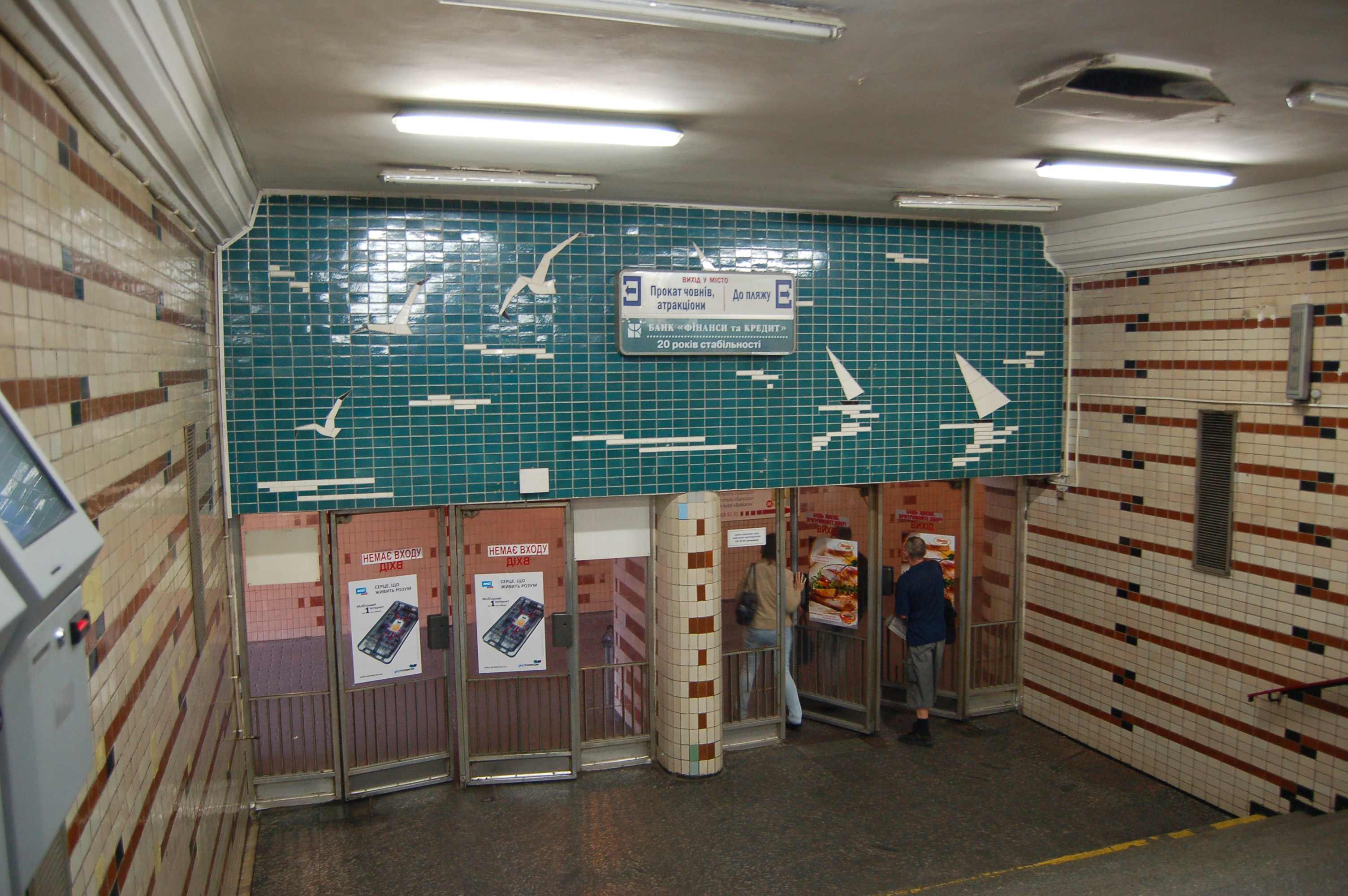
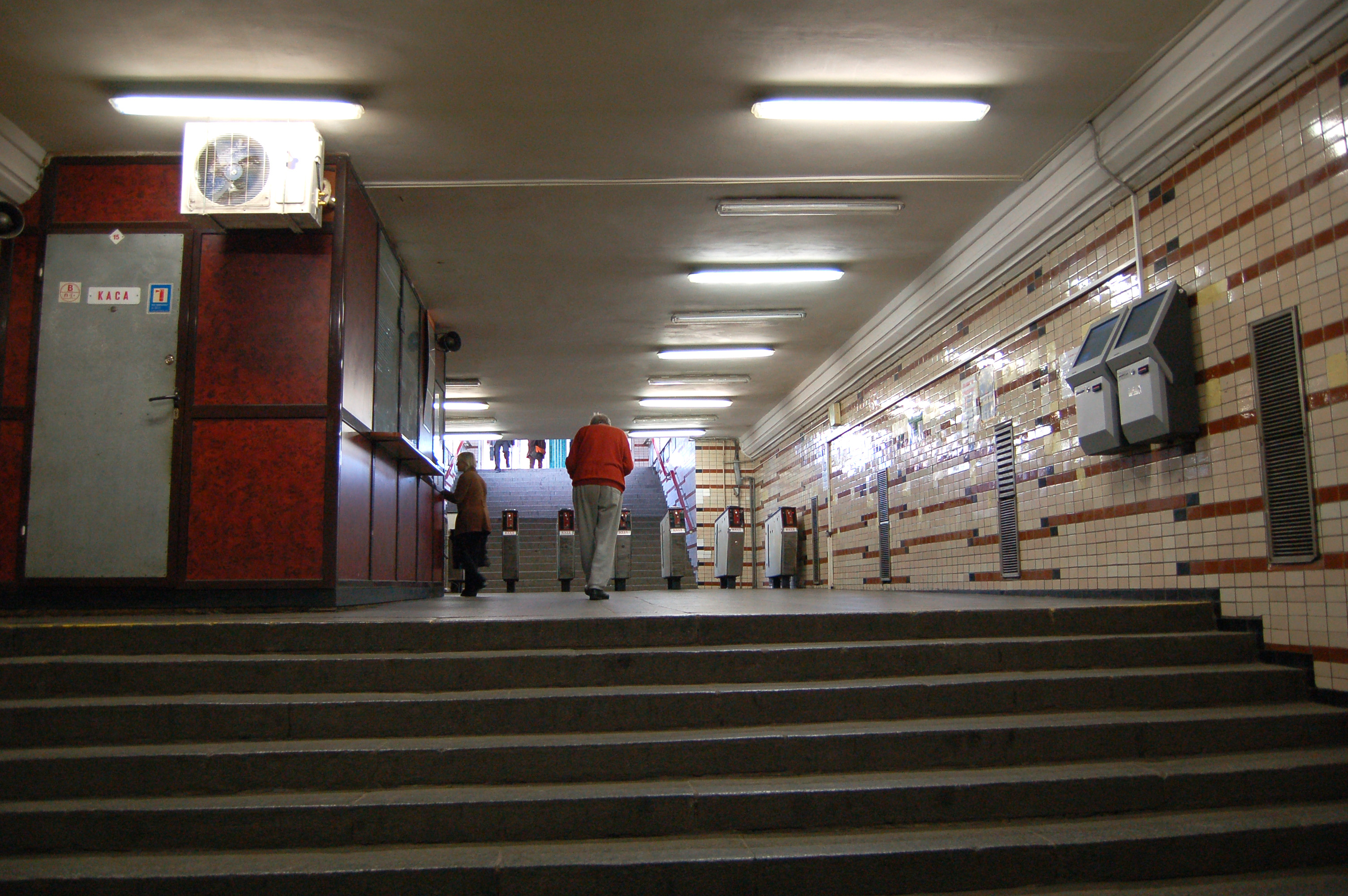

### Desserte
Hydroparc est desservie par les rames de la ligne M1.

Installations et desserte
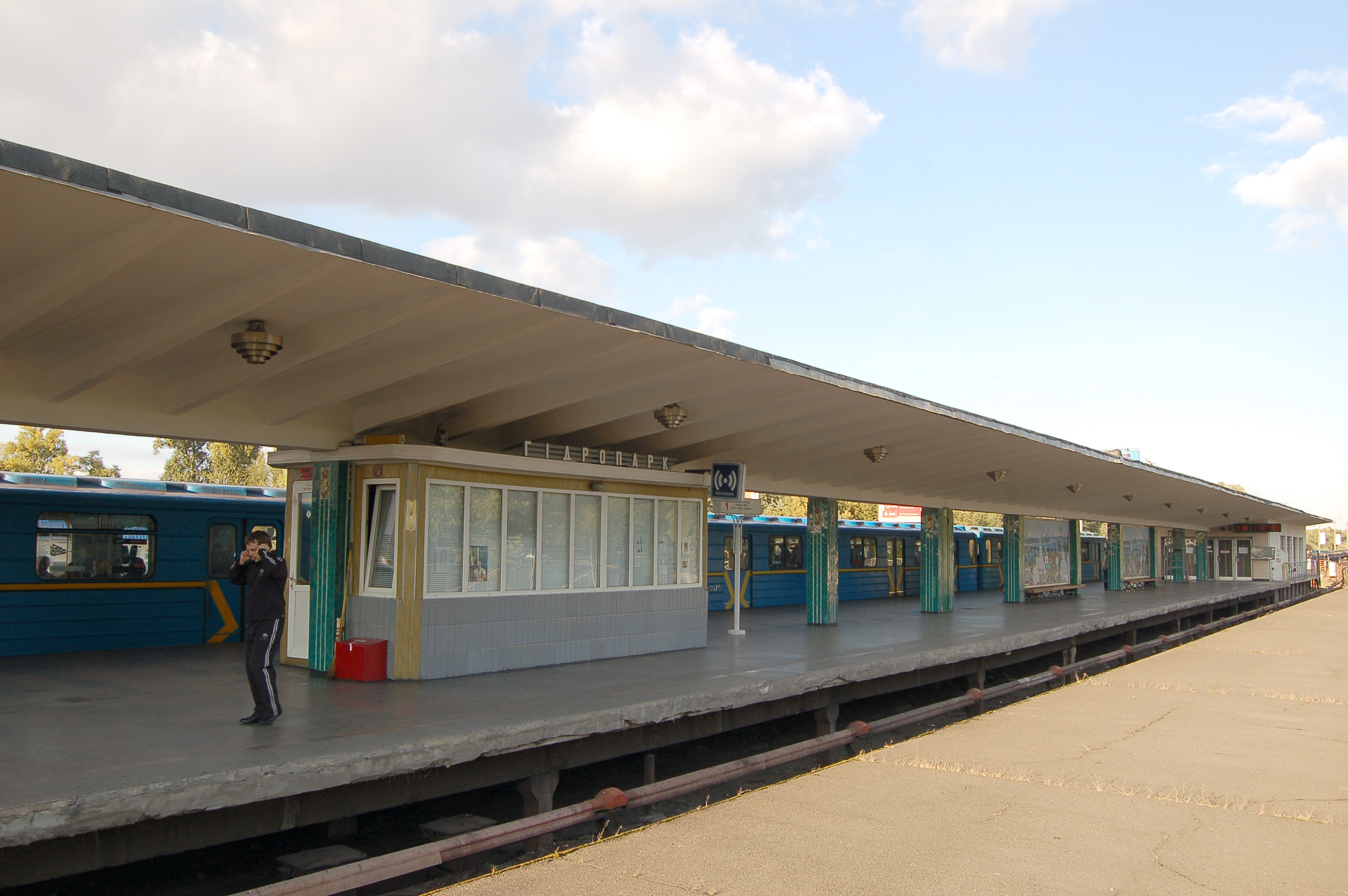
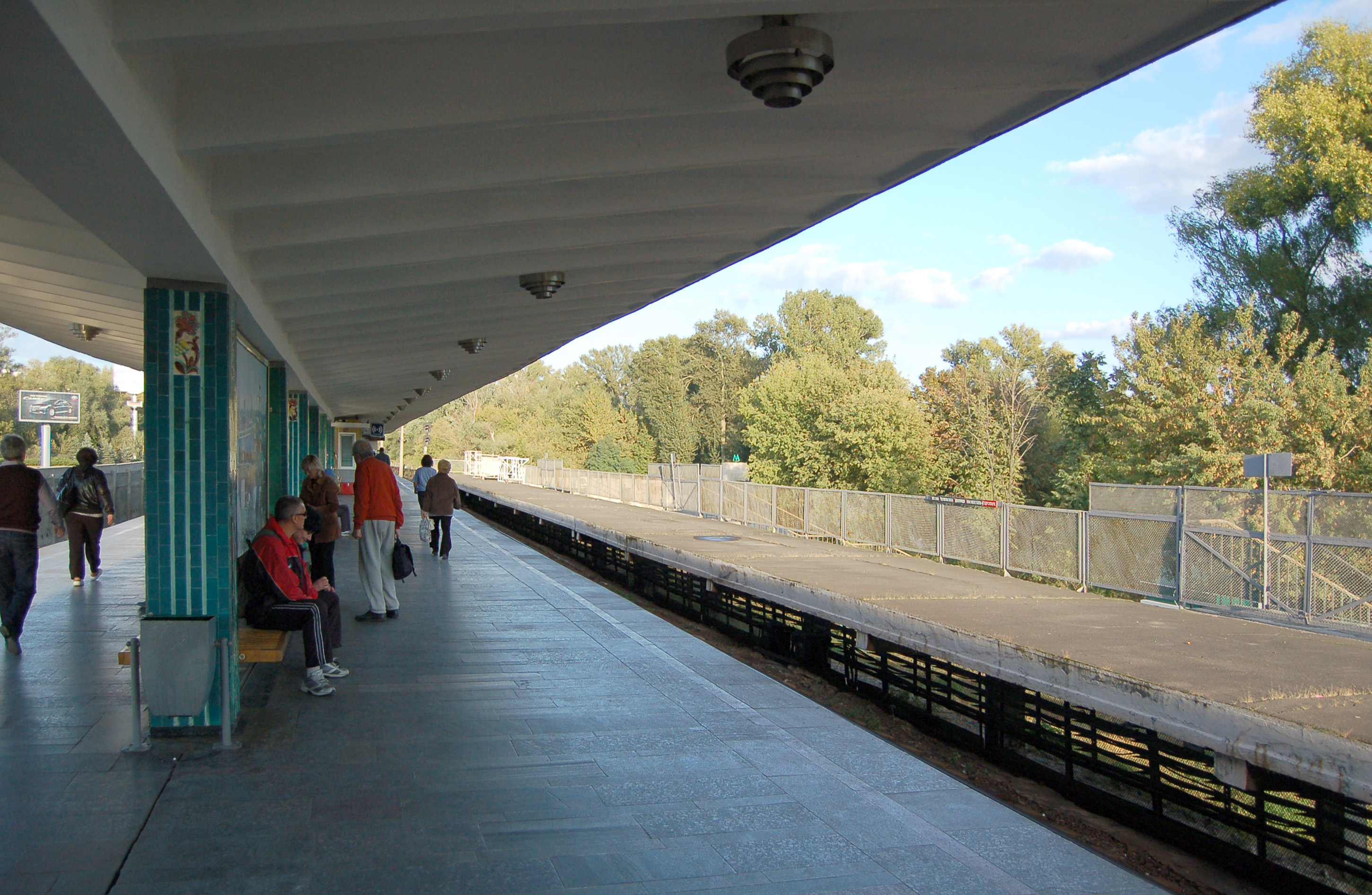
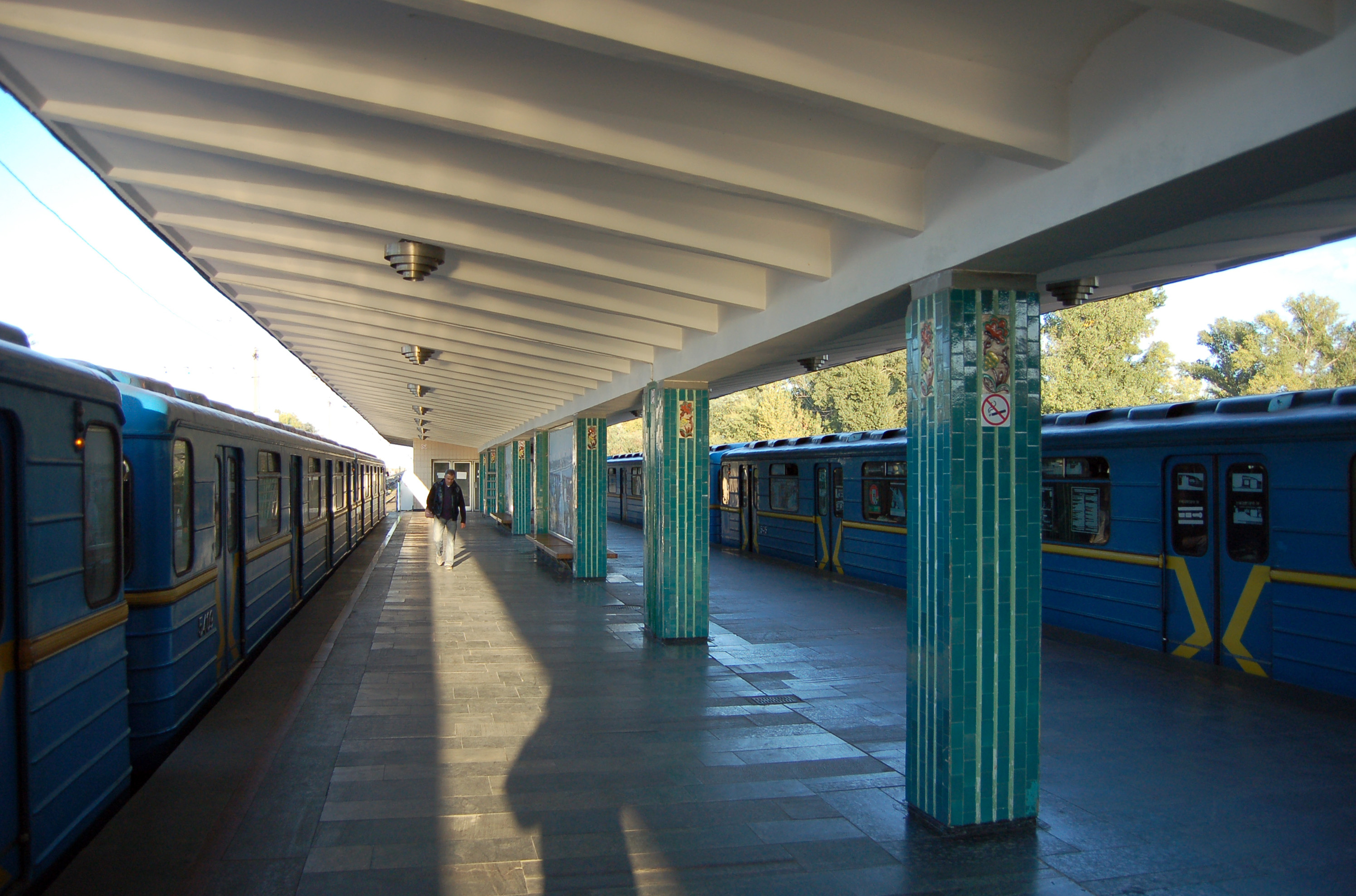

## À proximité
La station dessert le parc destiné aux loisirs Hidropark.